# Parcele (Kopernia)
Parcele – część wsi Kopernia w Polsce, położona w województwie świętokrzyskim, w powiecie pińczowskim, w gminie Pińczów.
W latach 1975–1998 Parcele administracyjnie należały do województwa kieleckiego.